# 馬場愿治
馬場 愿治（ばば げんじ、1860年10月8日（万延1年8月24日） - 1940年（昭和15年）11月13日）は、日本の裁判官。大審院部長で退官後、中央大学学長を務めた法学博士である。

## 生涯
会津藩に士籍を有し、のち福島県議を5期務めた馬場庄平の次男である。会津若松英語学校などで修学したのちに上京し、中村正直の私塾、東京英語学校（官立）を経て東京大学予備門に進む。 1885年（明治18年）7月、東京大学法学部を次席で卒業。
司法官として
馬場は司法省御用掛となり、東京始審裁判所詰として裁判官のキャリアを開始する。横浜地裁、東京地裁、東京控訴院での勤務を経て1896年（明治29年）に浦和地裁裁判長、翌々年に大審院判事となる。1899年（明治32年）には、略一年の外国出張を経験した。1906年（明治39年）から1913年（大正2年）まで控訴院長（函館、広島）を経て大審院部長（民事）となる。在任中に博士会の推薦で法学博士の学位を授与され、また判事検事登用試験、弁護士試験の各委員長を兼務している。退官は1923年（大正12年）2月で、親任官待遇を受けることとなった。
中央大学
馬場は裁判官としての勤務の傍ら中央大学などで教鞭をとった。大学を卒業後ただちに英吉利法律学校、東京専門学校に出講し、以後 第一高等学校、東京高商、慶應義塾、専修学校、和仏法律学校で講義を行った。1917年（大正6年）に中央大学理事、1923年（大正12年）に学長事務取扱となり、1926年（大正15年）から1930年（昭和5年）の期間は学長を務める。馬場の学長在任中に大学校舎の駿河台への移転、中央大学商業学校（中央大学高等学校の前身）の創立が実施された。学長辞任後は顧問として同大の運営に関わっている。
その他
川面凡児が創立した稜威会の第二代会長であり、会津会会員、同評議員でもあった。高等官一等、正三位勲一等瑞宝章に叙されている。墓所は青山霊園。

## 栄典・授章・授賞
位階
- 1896年（明治29年）7月30日 - 正六位[12]
- 1900年（明治33年）11月10日 - 正五位[13]
- 1916年（大正5年）2月21日 - 従三位[14]

勲章等
- 1898年（明治31年）12月28日 - 勲六等瑞宝章[15]
- 1903年（明治36年）5月21日 - 銀杯一組[16]

## 著書等
- 『商法』東京法学院、1893年
- 『商事寄託法』東京法学院、1894年
- 『商事契約法』東京法学院、1894年
- 『法理学原論』東京法学院、1894年
- 『民法総論』東京専門学校、1896年
- 『売買法』東京法学院、1897年
- 『修正保険法草案講義』東京法学院、1898年
- 『保険法』東京法学院、1899年
- 『契約各論』東京法学院、1901年
- 『債権原因論』東京法学院、1906年
- 『物権法第二部』中央大学、1910年
- 『民法総論』東京法学院、出版年不明
- 「英国ニ於ケル民事訴訟法ニ関スル演述」（『欧米派遣法官演述筆記』33枚目から）司法省総務局、1900年
- 『衡平法原論』出版社等不明
- その他